# Пенедо, Хайме
Ха́йме Мануэ́ль Пене́до Ка́но (исп. Jaime Manuel Penedo Cano; 26 сентября 1981, Панама, Панама) — панамский футболист, вратарь. Выступал за сборную Панамы.

## Клубная карьера
Начал свою карьеру в клубе «Эстудиантес» из Панамы, за основной состав которого дебютировал в 2000 году. В 2002 году голкипер перешёл в «Пласа Амадор».
В 2004 году присоединился к клубу «Арабе Унидо», в составе которого стал победителем Апертуры и Клаусуры 2004 года. После успешного выступления в чемпионате Панамы Пенедо был приобретён итальянским клубом «Кальяри». Однако за сардинцев вратарь не провёл ни одного матча и летом 2006 года перешёл в «Осасуну Б», выступавшую в Сегунде В.
Проведя за испанский клуб 27 матчей, летом 2007 года Пенедо вернулся в Центральную Америку, подписав контракт с клубом «Мунисипаль». С гватемальским клубом Хайме 4 раза становился победителем чемпионата Гватемалы, принимал участие в матчах Лиги чемпионов КОНКАКАФ.
5 августа 2013 года было объявлено о переходе игрока в «Лос-Анджелес Гэлакси». За американский клуб голкипер дебютировал 18 августа 2013 года в игре против «Реал Солт-Лейк». В следующем матче с «Ванкувер Уайткэпс» Хайме помог своему клубу одержать «сухую» победу 1:0. Хайме принял участие в 9 матчах регулярного чемпионата, в которых пропустил 7 мячей, в 4 матчах оставил свои ворота в неприкосновенности. Пенедо также сыграл в обоих матчах плей-офф Кубка MLS против «Реал Солт-Лейк». 30 июля 2015 года контракт панамца с «Гэлакси» был расторгнут по взаимному согласию сторон.
В начале 2016 года подписал двухлетний контракт с клубом чемпионата Коста-Рики «Депортиво Саприсса».
В июле 2016 года перешёл в клуб чемпионата Румынии «Динамо Бухарест», подписав контракт на два года.

## Карьера в сборной
За сборную Панамы выступает с 2003 года. Провёл более 110 матчей в составе национальной сборной.
В 2005 году был включён в состав сборной на Золотой кубок КОНКАКАФ 2005. На турнире принял участие во всех 6 матчах своей сборной, в том числе и финальной встрече против США, в которой панамцы уступили в серии пенальти. Был признан лучшим голкипером Кубка и включён в символическую сборную.
В 2007 году принимал участие в Кубке Центральноамериканского футбольного союза, сыграл в 2 матчах, в том числе в решающем матче против сборной Коста-Рики.
В том же году выступал за сборную на Золотом кубке КОНКАКАФ. Сыграл во всех 4 матчах сборной на турнире, пропустил 7 мячей.
В 2009 году на Кубке Центральноамериканского футбольного союза в Гондурасе в составе сборной стал победителем турнира, сыграв в 4 встречах. В финальной встрече сборная Панамы в серии пенальти обыграла сборную Коста-Рики. Пенедо был включён в заявку сборной Панамы на Золотой кубок КОНКАКАФ 2009, провёл все 4 матча сборной на турнире, пропустил 5 мячей.
В 2011 году принял участие в составе сборной на Центральноамериканском кубке. В 4 матчах пропустил 1 мяч. В матче за 3-е место против сборной Сальвадора помог своей команде одержать победу в серии пенальти. В том же году дошёл до полуфинала Золотого кубка КОНКАКАФ, приняв участие в 4 матчах турнира, пропустил 5 мячей.
В 2013 году на Золотом кубке КОНКАКАФ стал серебряным призёром турнира. Он принял участие в 5 матчах, в которых пропустил 4 мяча. Хайме вновь, как и в 2005 году, был признан лучшим вратарём Кубка и включён в символическую сборную.

## Достижения
Арабе Унидо:
- Чемпион Панамы (2): Апертура 2004, Клаусура 2004

 Мунисипаль:
- Чемпион Гватемалы (4): Клаусура 2008, Апертура 2009, Клаусура 2010, Апертура 2011

 Лос-Анджелес Гэлакси:
- Чемпион MLS (1): 2014

 Динамо (Бухарест):
- Обладатель Кубка румынской лиги (1): 2016/17

 Панама:
- Обладатель Центральноамериканского кубка (1): 2009
- Лучший голкипер Золотого кубка КОНКАКАФ (2): 2005, 2013